# IBM 5100
IBM 5100 (5100) је професионални рачунар, производ фирме IBM који је почео да се израђује у Сједињеним Америчким Државама током 1975. године.
Користио је IBM модул као централни микропроцесор а RAM меморија рачунара 5100 је имала капацитет од 16 KB до 64 KB. 
Као оперативни систем кориштен је APL или BASIC.

## Детаљни подаци
Детаљнији подаци о рачунару 5100 су дати у табели испод.
|                       |                                                                            |
| [ 1 ]                 |                                                                            |
| Произвођач            |                                                                            |
| Тип                   | професионални рачунар                                                      |
| Меморија              | 16 до 64 KB                                                                |
| Поријекло             | Сједињене Америчке Државе                                                  |
| Година                | 1975                                                                       |
| Тастатура             | пуни помак тастера, 74 тастера са нумеричком тастатуром и тастерима смјера |
| Процесор              |                                                                            |
| Фреквенција процесора | 1,9 .                                                                      |
| RAM                   | 16 до 64 KB                                                                |
| ROM                   | 32 до 64 KB                                                                |
| Текст                 | 64 знакова x 16 линија                                                     |
| Графика               | нема                                                                       |
| Боја                  | једна боја                                                                 |
| Звук                  | нема звука                                                                 |
| Димензије             | 24                                                                         |
| Портови               |                                                                            |
| Оперативни систем     |                                                                            |